# Жобер, Морис
Мори́с Жобе́р (фр. Maurice Jaubert; 3 января 1900, Ницца — 19 июня 1940, Баккара) — французский композитор, автор музыки к театральным постановкам и многим известным кинофильмам поэтического реализма.

## Биография
В 1931—1935 годах работал музыкальным директором киностудии Pathé, где руководил записью музыки к кинофильмам как собственного сочинения, так и таких авторов, как Артюр Онеггер и Дариюс Мийо.
Написал музыку к некоторым из наиболее выдающихся фильмов французского поэтического реализма, среди них «Ноль за поведение» и «Аталанта» Жана Виго, «Северный отель», «Набережная туманов» и «День начинается» Марселя Карне.
Написал одну оперу и несколько произведений для симфонического оркестра. Выступал как журналист, поддерживая творчество таких композиторов, как Курт Вайль.
Морис Жобер умер после ранения в военном госпитале в Баккаре 19 июня 1940 года.

## Память
Памяти Жобера посвящено оркестровое сочинение Анри Барро «Приношение одной тени» (1941—1942).
В 1970-е годы кинорежиссёр Франсуа Трюффо использовал музыку Жобера в своих фильмах «История Адели Г», «Карманные деньги», «Мужчина, который любил женщин» и «Зелёная комната».

## Фильмография (избранная)
- 1926 — «Нана» (реж. Жан Ренуар)
- 1933 — «14 июля» (реж. Рене Клер)
- 1933 — «Ноль за поведение» (реж. Жан Виго)
- 1934 — «Аталанта» (реж. Жан Виго)
- 1934 — «Последний миллиардер» (реж. Рене Клер)
- 1936 — «Майерлинг» (реж. Анатоль Литвак)
- 1937 — «Бальная записная книжка» (реж. Жюльен Дювивье)
- 1937 — «Странная драма» / Drôle de drame (реж. Марсель Карне)
- 1938 — «Набережная туманов» (реж. Марсель Карне)
- 1938 — «Северный отель» (реж. Марсель Карне)
- 1939 — «Конец дня» / La Fin du jour  (реж. Жюльен Дювивье)
- 1939 — «День начинается» (реж. Марсель Карне)